# Nils-Fredric Hægerström
Nils-Fredric Hægerström, född den 18 februari 1916 på Egeby säteri i Sankt Pers socken, Östergötlands län, död den 9 november 2018 i Lidingö distrikt, var en svensk militär.

## Biografi
Nils-Fredric Hægerström avlade officersexamen den 13 april 1939 och blev samma år fänrik vid Södra skånska infanteriregementet (I 7) för att 1941 befordras till löjtnant vid regementet 1941. Han blev kapten i regementet 1947 för att 1951 bli kapten i generalstabskåren och 1955 vid Norra Smålands regemente (I 12). Hægerström blev major i regementet 1957 och överfördes till Norra skånska infanteriregementet (I 6) 1958. Han blev 1959 utnämnd till major och sekundchef för Kungl. Livgardesskvadronen (K 1) och flyttades tillbaka till I 6 1961 för att senare samma år bli överstelöjtnant vid generalstabskåren och blev 1965 överste i kavalleriet. Hægerström blev 1970 utnämnd till regementschef vid Norra Smålands regemente. Han blev 1974 chef över Norra Smålands regemente med Jönköpings försvarsområde (I 12/Fo 17) och befordrades samtidigt till överste av första graden.
Hægerström erhöll avsked 1976 och hade innan dess även tjänstgjort som generalstabsaspirant 1949–1951, vid arméstaben (Ast) 1951–1955 samt 1961–1965, vid Norsk Befelsskole i Mälsåker 1945 och som försvarsattache i Oslo 1965–1970. Han var även nämndeman i Göta hovrätt, ordförande i Eksjö Röda Korskrets, vice ordförande i länsföreningen Svenska flaggan och ordförande i I 12:s kamratförening. 

## Utmärkelser
- Kommendör av 1:a klassen av Kungl. Svärdsorden.
- Kommendör av Norska St Olavsorden
- Försvarsutbildarnas förtjänstmedalj i guld.
- Hemvärnets Kungliga förtjänstmedalj i guld.
- Sveriges Kvinnliga Bilkårers Riksförbunds kungliga medalj i silver.
- Arméns skyttemedalj.

## Familj
Nils-Fredric Hægerström var son till Per Johan Fredric Hægerström och Emilia Christina Johansson och gifte sig 1942 med Sigbritt Ursula Dahlin (1918–2006) med vilken han fick tre barn. Makarna Hægerström är begravda på Skogskyrkogården i Eksjö.